# 植村祐介
植村 祐介（うえむら ゆうすけ、1988年7月5日 - ）は、大阪府茨木市出身の元プロ野球選手（投手）。右投右打。現在は北海道日本ハムファイターズのブルペン捕手兼スコアラー補佐。現役時代に捕手を未経験ながらブルペン捕手を務めている。

## 経歴

### プロ入り前
大阪府茨木市に生まれ、小学校1年の時に地元の軟式野球チーム・安威インディアンズで野球を始める。野球人生のスタートは捕手であった。茨木市立北中学校では2年の練習中に北照高校の河上敬也監督の目に留まり、北海道小樽市へ野球留学する。
高校では1年春からベンチ入り。2年春の北海道大会決勝・札幌第一高校戦で投じた速球は自身最高の146km/hを記録し、田中将大（駒大苫小牧高校）とともに脚光を浴びる。高校3年夏の高校野球南北海道大会で駒大苫小牧高校を1安打に抑える快投を見せるも敗退し、甲子園の土を踏む事はなかった。以来、田中をライバル視している。
3年秋には田中と黒滝将人（札幌日本大学高校）と植村の3人が「北の三羽ガラス」と呼ばれるようになり、2006年のプロ野球ドラフト会議（高校生対象）において田中は東北楽天ゴールデンイーグルスに、黒滝は千葉ロッテマリーンズに、植村は北海道日本ハムファイターズにそれぞれ指名された。投手としての能力だけでなく打撃力もあり、高校通算本塁打は27本。

### プロ入り後
プロ2年目の2008年にオープン戦で中継ぎとして快投を見せたが、開幕直前にヒジを痛め戦線離脱し、閉幕間際に2試合登板したのみに終わった。
2010年に台湾で開催された第17回IBAFインターコンチネンタルカップの日本代表に選ばれ、5試合に登板した。
2013年10月1日に球団から戦力外通告を受け、現役引退。

### 現役引退後
2014年から日本ハムのチームスタッフとなり、2015年までは一軍の、2016年からはファームの打撃投手を務めた。2017年はチームのブルペン捕手が不足している事情で打撃投手とブルペン捕手を兼務することとなる。現役時代は投手で、捕手は未経験ながらも練習の甲斐があり、シーズン中盤には大谷翔平や有原航平といった主戦投手のブルペン捕手もこなせるようになった。2018年からは正式にブルペン捕手に転向した。2023年からはスコアラー補佐を兼務する。

## 人物
理容組合北海道日本ハムファイターズ後援会が球団とコラボレーションして、毎年の最新ヘアデザインのモデルを若手選手の中よりファン投票で選出している企画「ファイターズスタイル」の2009年度モデルに選ばれた。

## 選手としての特徴
最高速149km/hの速球。縦に大きく割れるカーブとチェンジアップを投げる。

## 詳細情報

### 年度別投手成績
| 年 度     | 球 団     | 登 板 | 先 発 | 完 投 | 完 封 | 無 四 球 | 勝 利 | 敗 戦 | セ 丨 ブ | ホ 丨 ル ド | 勝 率 | 打 者 | 投 球 回 | 被 安 打 | 被 本 塁 打 | 与 四 球 | 敬 遠 | 与 死 球 | 奪 三 振 | 暴 投 | ボ 丨 ク | 失 点 | 自 責 点 | 防 御 率 | W H I P |
| --------- | --------- | ----- | ----- | ----- | ----- | -------- | ----- | ----- | -------- | ----------- | ----- | ----- | -------- | -------- | ----------- | -------- | ----- | -------- | -------- | ----- | -------- | ----- | -------- | -------- | ------- |
| 2008      | 日本ハム  | 2     | 0     | 0     | 0     | 0        | 0     | 0     | 0        | 0           | ----  | 15    | 3.0      | 3        | 0           | 3        | 0     | 1        | 0        | 1     | 0        | 1     | 1        | 3.00     | 2.00    |
| 2009      | 日本ハム  | 1     | 1     | 0     | 0     | 0        | 0     | 0     | 0        | 0           | ----  | 20    | 3.0      | 7        | 1           | 4        | 0     | 0        | 2        | 2     | 0        | 5     | 5        | 15.00    | 3.67    |
| 2012      | 日本ハム  | 9     | 0     | 0     | 0     | 0        | 1     | 0     | 0        | 0           | 1.00  | 51    | 12.0     | 8        | 1           | 7        | 0     | 1        | 12       | 0     | 0        | 5     | 5        | 3.75     | 1.25    |
| 通算：3年 | 通算：3年 | 12    | 1     | 0     | 0     | 0        | 1     | 0     | 0        | 0           | 1.00  | 86    | 18.0     | 18       | 2           | 14       | 0     | 2        | 14       | 3     | 0        | 11    | 11       | 5.50     | 1.78    |

### 記録
- 初登板：2008年9月16日、対東北楽天ゴールデンイーグルス21回戦（クリネックススタジアム宮城）[1]、8回裏無死に4番手で救援登板、1回無失点[要出典]
- 初先発登板：2009年8月25日、対オリックス・バファローズ15回戦（京セラドーム大阪）、3回0/3を5失点[要出典]
- 初奪三振：同上、3回裏に大引啓次から[1]空振り三振[要出典]
- 初勝利：2012年4月19日、対埼玉西武ライオンズ6回戦（皇子山球場）[1]、4回裏無死に2番手で救援登板、2回無失点[要出典]

### 背番号
- 46 （2007年 - 2013年）
- 96 （2019年 - 2022年）
- 106 （2023年 - ）